# Шило Мало (Црниковац)
43° 50′ 45″ N 15° 14′ 13″ E / 43.84583° С; 15.23694° И
Шило Мало је ненасељено острвце у хрватском дијелу Јадранског мора. Налази се у Корнатском архипелагу јужно од острвца Шило Велико. Дио је Националног парка Корнати. Његова површина износи 0,021 km². Дужина обалске линије износи 0,63 km. Грађен је од кречњака кредне старости. Административно припада општини Муртер-Корнати у Шибенско-книнској жупанији. У неким поморским картама се назива као Црниковац.